# Окарина
Окарина је дувачки инструмент дугуљастог облика који подсећа на птичју главу.

## Историјат
Позната је широм света од Латинске Америке до Кине. У Европу су је донели шпански конкистадори као својеврстан сувенир Новог света.
У нашим крајевима постаје позната од почетка 20. века. Италијан Ђузепе Донати је направио модерну окарину.

## Структура
Изграђује се од печене глине или Порцелана. Тонски опсег јој је углавном октава. Пребирањем јагодицама прстију по рупицама добија се жељени тон.